# Aula (habitació)

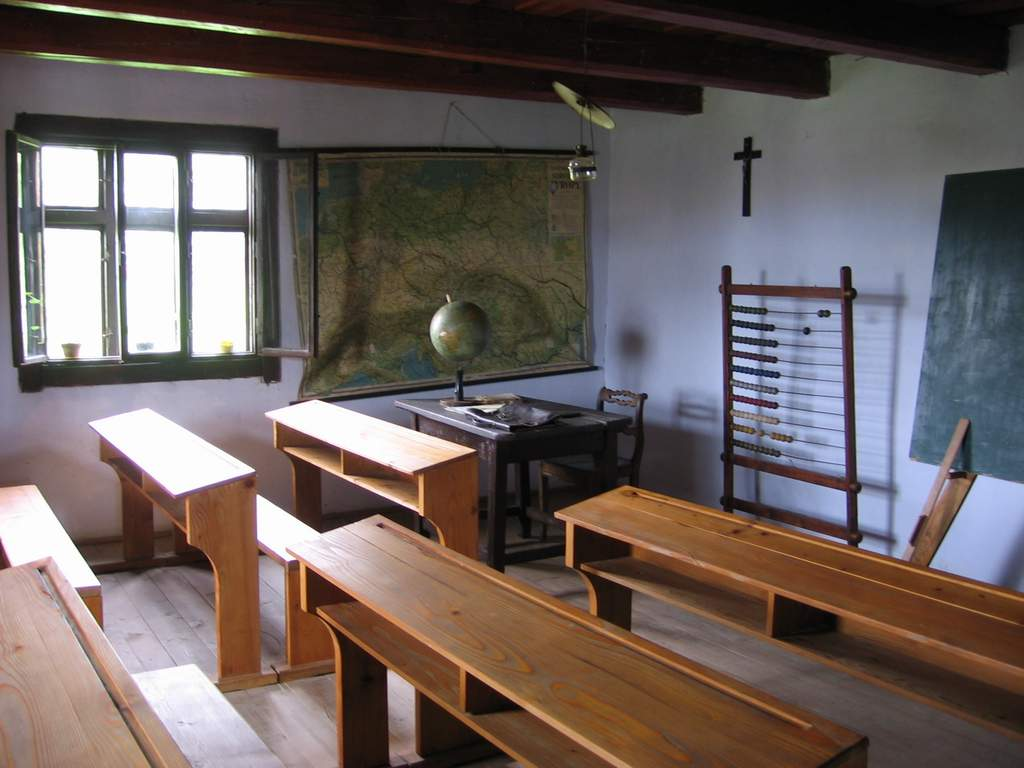
Aula tradicional

Una aula és una sala en la qual s'ensenya una lliçó per part d'un professor a l'escola o en una altra institució educativa. És també, per extensió, un recinte en els palaus disposat per a reunions, siguin de tipus acadèmic o de congressos (recinte àulic).
En Espanya, les aules dels col·legis es denominen popularment classes mentre que en les Universitats, conserven el nom d'aules. D'entre elles, destaca l'Aula Magna, espai de grans dimensions on se celebren inauguracions, classes magistrals, conferències, etc.
La utilització de les aules d'una escola es poden associar a una matèria en particular, sobretot, en els casos on calen uns recursos didàctics específics (laboratoris, tallers, etc.) o a un professor específic. En aquest últim cas, un mateix professor i sovint els estudiants que acudeixen a l'escola, poden assistir a totes les seves lliçons en una mateixa aula. En l'altre sistema l'aula és compartida per diversos professors o utilitzada per un mateix professor en diferents hores lectives.

## Entorn d'aprenentatge

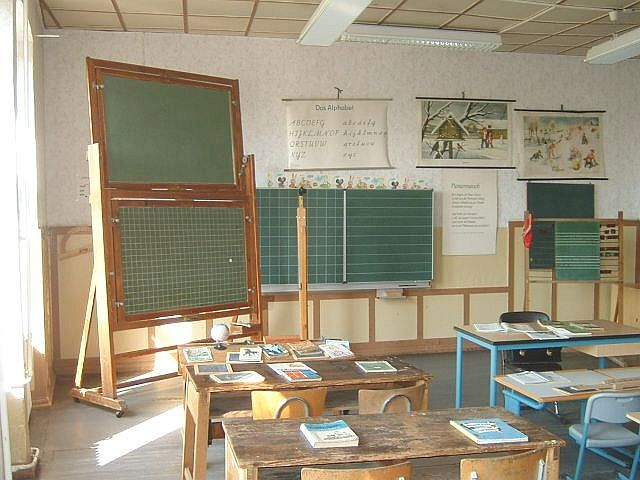
Classe amb diverses pissarres

Una aula se suposa que ha de proporcionar l'ambient apropiat per a l'aprenentatge dels estudiants que la utilitzen. Això inclou:
- una correcta disposició de les cadires o bancs que s'orienten cap al fons de la classe on se situa el professor
- la localització fàcil dels recursos d'aprenentatge (pissarra, armaris amb llibres, etc.)
- altres aspectes ambientals tals com a il·luminació i temperatura.

Els requisits exactes, no obstant això, poden variar enormement d'acord amb el país o als recursos econòmics.
La majoria de les aules disposen de cert material de gran superfície sobre el qual el professor o l'instructor pot escriure notes perquè la classe les vegi. Aquest adoptava tradicionalment la forma d'una pissarra negra o, més recentment, verd sobre la qual s'utilitzava guix blanc (o, ocasionalment, d'altres colors). Tanmateix, això està esdevenint menys comú a les recents escoles, en ser substituïdes per fulles de notes (flipcharts), pissarres blanques o pantalles interactives. Moltes aules compten també amb un sistema per projectar diapositives o un altre tipus d'informació.
Molts altres llocs poden utilitzar-se com a classe informal i això és absolutament necessari per a les lliçons que requereixen recursos específics o un enfocament cap a l'educació vocacional.